# Stryken (przystanek kolejowy)
Stryken – kolejowy przystanek osobowy w Stryken, w regionie Oppland w Norwegii, jest oddalony od Oslo Sentralstasjon o 40,83 km. Jest położona na wysokości 238,8 m n.p.m. Jest stacją dla narciarzy.

## Ruch pasażerski
Stacja jest czynna wyłącznie zimą w soboty i niedziele. Leży na linii Gjøvikbanen. Jest elementem  kolei aglomeracyjnej w Oslo - w systemie SKM ma numer  300.  Obsługuje Oslo Sentralstasjon, Gjøvik. Pociągi odjeżdżają w obu kierunkach co pół godziny; nie wszystkie pociągi zatrzymują się na wszystkich stacjach. 

## Obsługa pasażerów
Wiata, parking na 10 miejsc. Odprawa podróżnych odbywa się w pociągu.